# Morristown-Linie

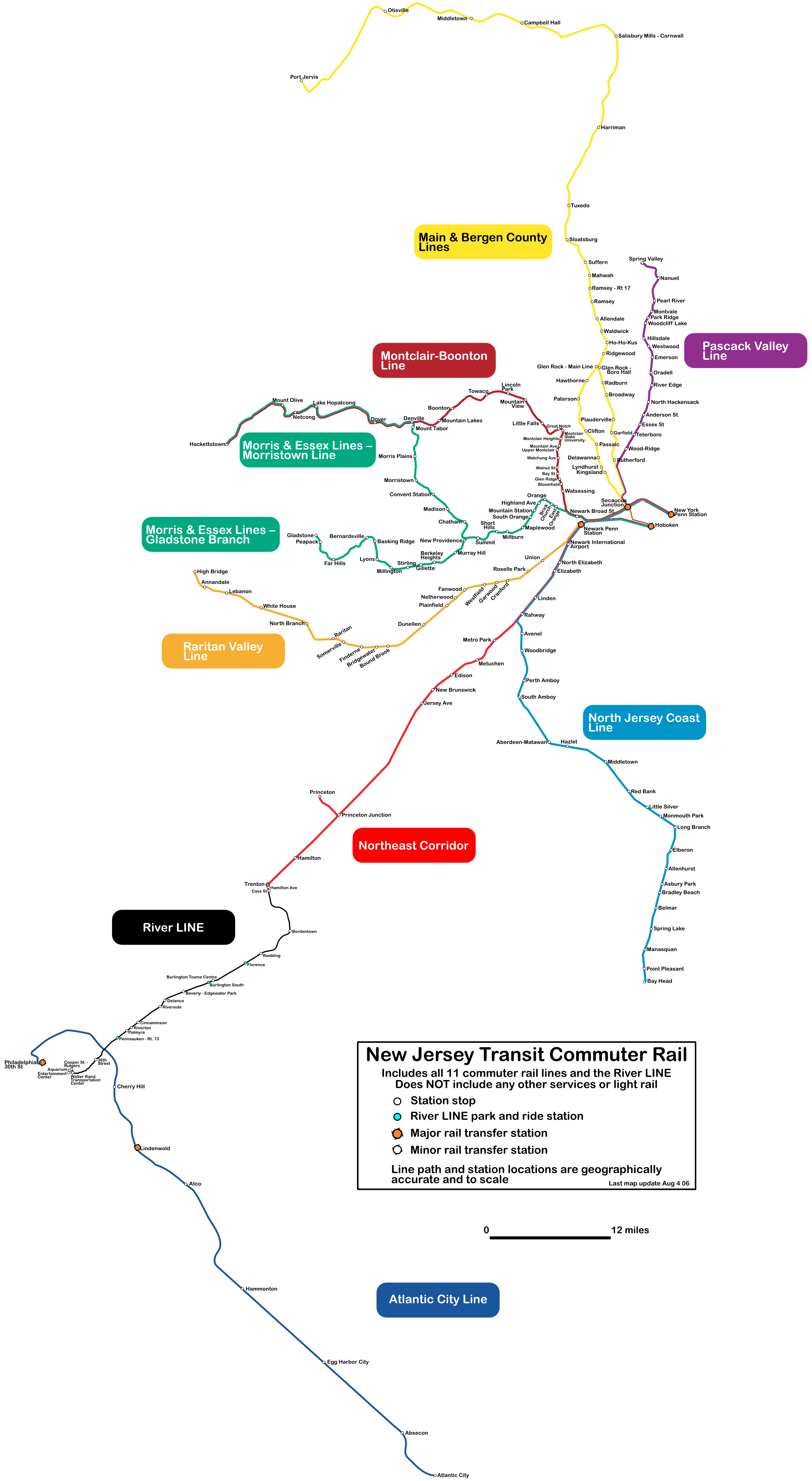
Streckennetz der NJT; in grün die Morristown-Linie

Unter der Bezeichnung Morristown-Linie bietet New Jersey Transit (NJ Transit) Schienenpersonennahverkehr zwischen Hoboken oder der New Yorker Pennsylvania Station und Orten in den Essex-, Union-, Morris- und Warren-Counties im Norden des US-Bundesstaates New Jersey an. Zusammen mit der Gladstone Branch werden die Verbindungen als Morris und Essex-Linien vermarktet.

## Angebot
Wochentags werden 25–30 Zugpaare zwischen der Pennsylvania Station, Secaucus Junction, Newark Broad Street, East Orange, Orange, South Orange, Maplewood, Millburn, Summit, Madison, Morristown, Morris Plains, Denville und Dover angeboten. Weitere etwa 25 Fahrtenpaare verkehren zwischen Hoboken, Summit und weiter auf der Gladstone Branch nach Peapack-Gladstone, wobei meist direkte Anschlüsse von der/zur Pennsylvania Station bestehen. Bei einzelnen Verbindungen werden die Linienäste zugunsten von Direktverbindungen New York–Gladstone bzw. Hoboken–Dover getauscht.
Einige Fahrten verkehren über Dover hinaus bis Roxbury, Mount Olive und Hackettstown bzw. beginnen dort. Von Denville über Dover bis Hackettstown fahren auch Züge der Montclair-Boonton Linie, die Hoboken und New York über eine weiter nördlich gelegene Strecke erreichen.
Am Wochenende und an Feiertagen werden etwa stündlich Verbindungen zwischen New York und Dover sowie Anschlüsse von/nach Hoboken angeboten, während auf der Gladstone Branch mit Ausnahme einzelner Tage Busse anstelle von Zügen verkehren.

## Infrastruktur
Die etwa 85 km lange Verbindung von Hoboken über Summit bis Denville und weiter über Dover bis Hackettstown ist Teil der früheren Hauptstrecke der Delaware, Lackawanna and Western Railroad (DL&W) und wurde von dieser bzw. Vorgängergesellschaften im Wesentlichen in den Jahren zwischen 1836 und 1854 erbaut. Zwischen Hoboken und Dover wurde die Strecke zusammen mit der Gladstone Branch 1930 elektrifiziert. Am 17. Oktober 1960 verschmolz DL&W mit einem vormaligen Mitbewerber, der Erie Railroad, zur Erie Lackawanna Railroad (EL), die 1972 in Konkurs ging. Die Infrastruktur wurde von der Conrail bei ihrer Gründung im Jahr 1976 übernommen. Nachdem der Bundesstaat New Jersey die Personenverkehre bereits seit den 1960er-Jahren subventioniert hatte, übernahm NJ Transit 1983 Betrieb und Infrastruktur von Conrail. Für den Güterverkehr wurden Conrail bzw. deren Nachfolgegesellschaften Trackage Rights eingeräumt.
Die klassischen Morris und Essex-Linien wurden 1996 über die Kearny Connection westlich des Hackensack Rivers bei Newark mit dem Nordost-Korridor verbunden. Seither sind Direktverbindungen von und zur Pennsylvania Station möglich, die den North River Tunnels unter dem Hudson River nutzen. Infrastruktureigentümer des Nordost-Korridors ist Amtrak.